# Sakit
Sakit là một thị xã và là một nagar panchayat của quận Etah thuộc bang Uttar Pradesh, Ấn Độ.

## Địa lý
Sakit có vị trí 27°27′B 78°49′Đ / 27,45°B 78,82°Đ Nó có độ cao trung bình là 170 mét (557 feet).

## Nhân khẩu
Theo điều tra dân số năm 2001 của Ấn Độ, Sakit có dân số 6934 người. Phái nam chiếm 53% tổng số dân và phái nữ chiếm 47%. Sakit có tỷ lệ 54% biết đọc biết viết, thấp hơn tỷ lệ trung bình toàn quốc là 59,5%: tỷ lệ cho phái nam là 61%, và tỷ lệ cho phái nữ là 46%. Tại Sakit, 21% dân số nhỏ hơn 6 tuổi.